# Jardin de la Montagnola
Cet article concerne le parc de Bologne. Pour la localité suisse, voir Montagnola.
Le jardin de la Montagnola, ou parc de la Montagnola, est un parc public de Bologne, en Italie. Créé en 1662, c’est le plus vieux parc urbain de la ville.

## Histoire
Le parc est créé pour le public en 1662, sur une surface surélevée par rapport aux alentours due à une accumulation de débris depuis le Moyen Âge et aux ruines du château de Galliera du XIVe siècle. Il est occupé en partie par des jardins botaniques et de la culture de mûriers, le reste offrant de larges allées et une petite place centrale à disposition des visiteurs.
L’aspect actuel du jardin date du décret napoléonien de réaménagement de la Montagnola de 1805, à la suite duquel G. B. Martinetti repense le dessin en appliquant le modèle du jardin à la française du xviiie siècle avec des allées symétriques et des platanes,,.
Le 8 août 1848, le jardin est le lieu central d’une importante bataille entre insurgés bolognais et l’occupant Autrichien. Elle a pour effet la fuite des Autrichiens de la ville. La place adjacente au parc est depuis lors nommée « place du 8 août », et en 1903 un monument aux morts du 8 août, réalisé par Pasquale Rizzoli (1871-1953), sera inauguré à l’entrée du parc.
En 1893, le maire Dallolio lance le projet d’un grand escalier monumental, « Il pincio di Bologna » pour accéder au parc depuis la via Indipendenza. Conçu par les architectes italiens Tito Azzolini (1837-1907) et Attilio Muggia (1850-1936), ses travaux durent trois ans sans interruption, employant en moyenne 100 à 150 ouvriers chaque jour. La terre retirée est utilisée pour combler les fosses des murs de ceinture, entre Porta Sant’Isaia et Porta Lame. L’escalier monumental est inauguré par le roi Umberto I et la reine Marguerite devant une foule agitée en 1896.
Un peu plus tard, au centre du parc est installée une grande fontaine circulaire composée de cinq groupes de statues avec animaux et sirènes, créée par le groupe de sculpteurs de Diego Sarti en 1888 à l’occasion de l’Esposizione emiliana (« Exposition émilienne ») dans les giardini Margherita.

## Localisation
Le parc est situé via Indipendenza, au Nord-Est du centre historique, dans le quartier San Vitale,.

## Caractéristiques
Le parc a une superficie de 6 hectares et abrite plusieurs platanes monumentaux datant de l’époque napoléonienne.

### Escalier monumental

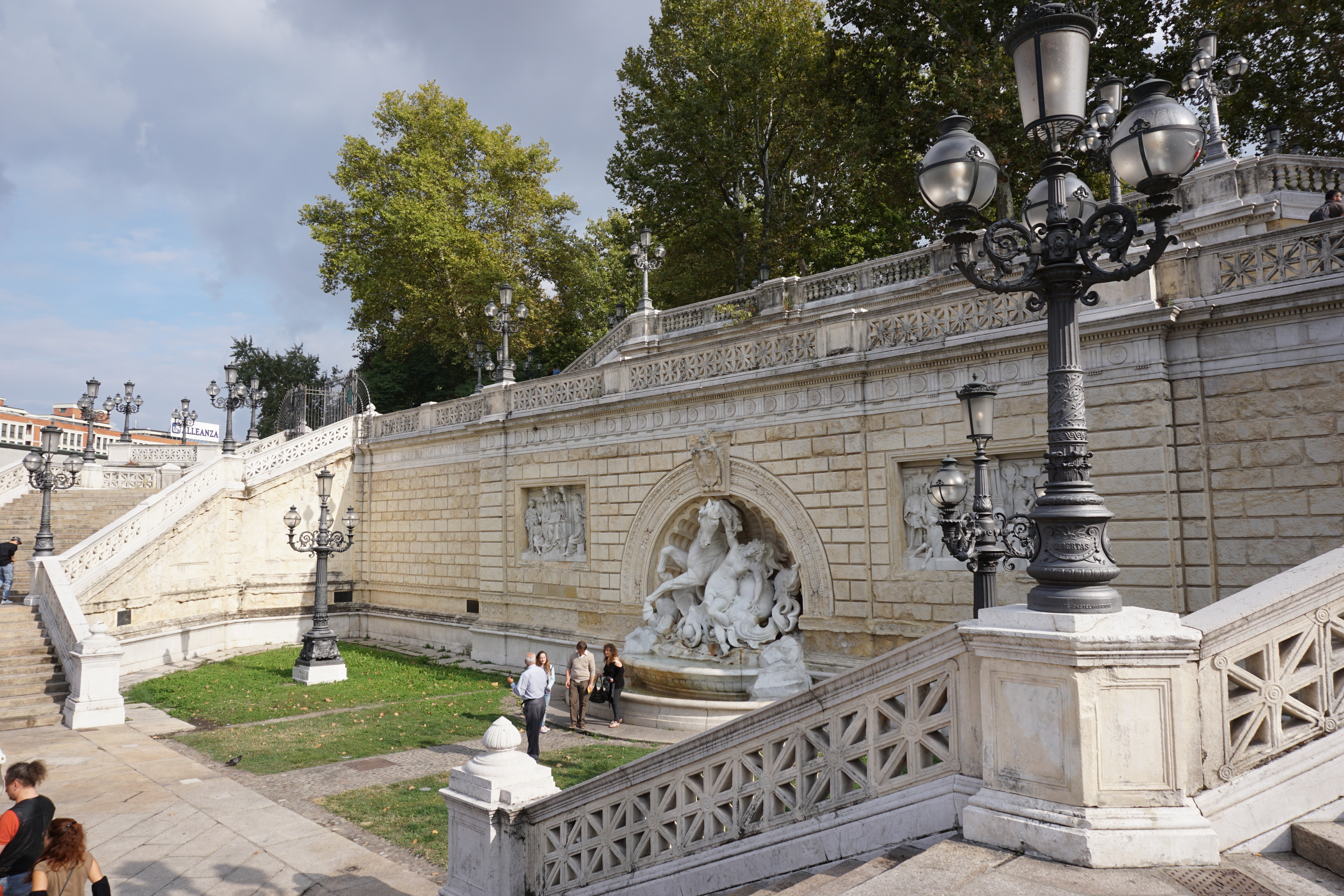
Vue de l’escalier monumental, en 2015.

L’escalier monumental, dit « Pincio di Bologna » se compose de trois parties : l’escalier proprement dit, les portiques sur la via Indipendenza, et ceux le long des murs. Le corps central se compose de deux façades superposées, avec une terrasse panoramique en haut accessible par deux escaliers latéraux. La façade principale est décorée de deux bas-reliefs : Bologna docet d’Arturo Colombarini et Bologna Libertas d’Ettore Sabbioni. Une fontaine au centre, réalisée par Diego Sarti et Pietro Veronesi sur dessins de Tito Azzolini et Attilio Muggia, représente une nymphe attaquée par une pieuvre. Après l’inauguration de la fontaine, elle familièrement surnommée « la femme du géant » en référence à la fontaine du géant située à côté du Palazzo re Enzo.
La seconde façade, qui soutient le jardin plus haut, est décorée de trois autres bas-reliefs aux thèmes historiques liés à son emplacement : Il ritorno dalla vittoria della Fossalta (« Le Retour de la victoire de Fossalta ») de Pietro Veronesi, La cacciata degli Austriaci (« La Chasse des Autrichiens ») de Tullo Golfarelli (1852-1928) et La distruzione della rocca di Galliera (« La Destruction de la forteresse de Galliera ») d’Arturo Orsoni.

## Galerie de photographies

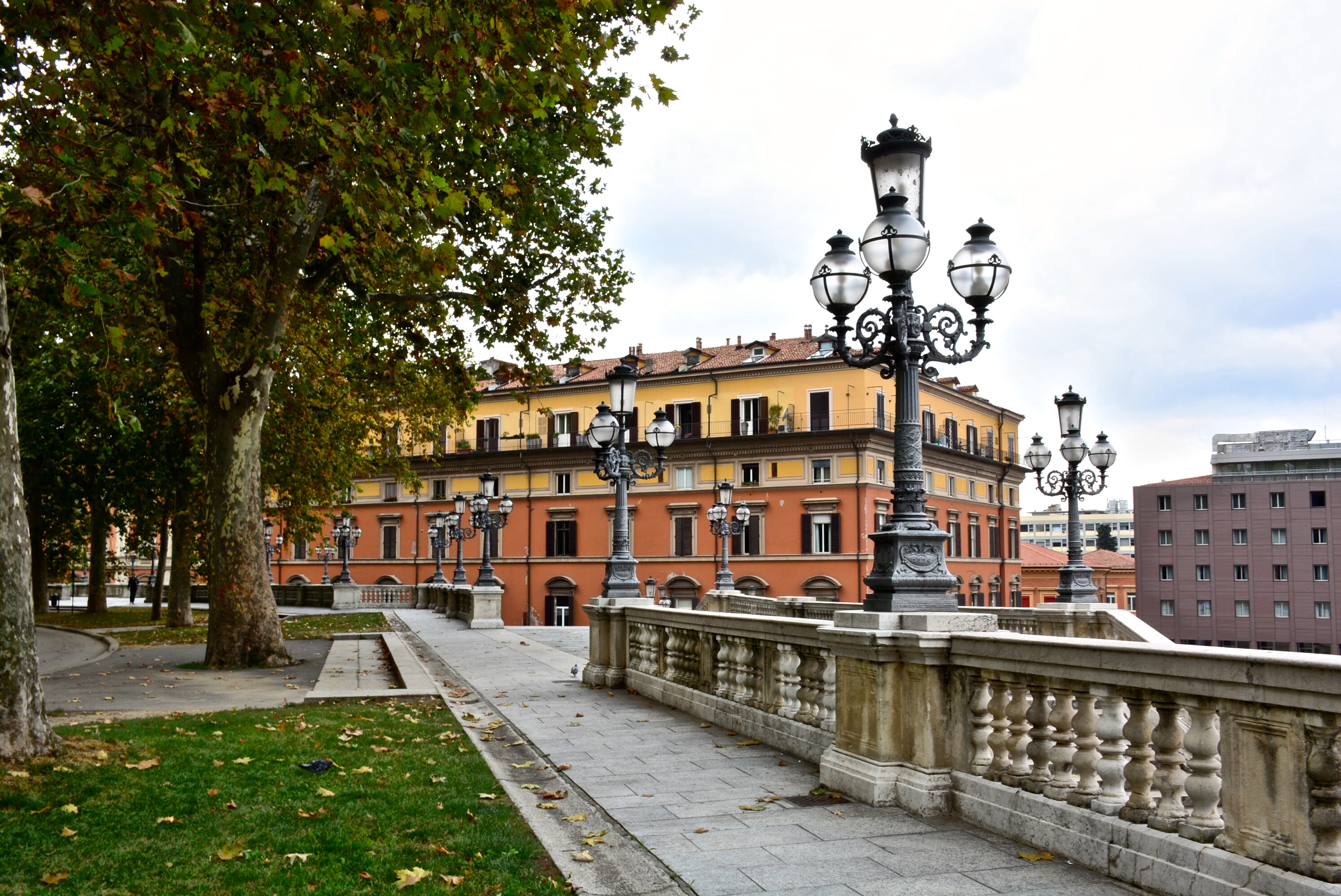
Vue d’une extrémité du parc, avec l’escalier monumental sur la droite.
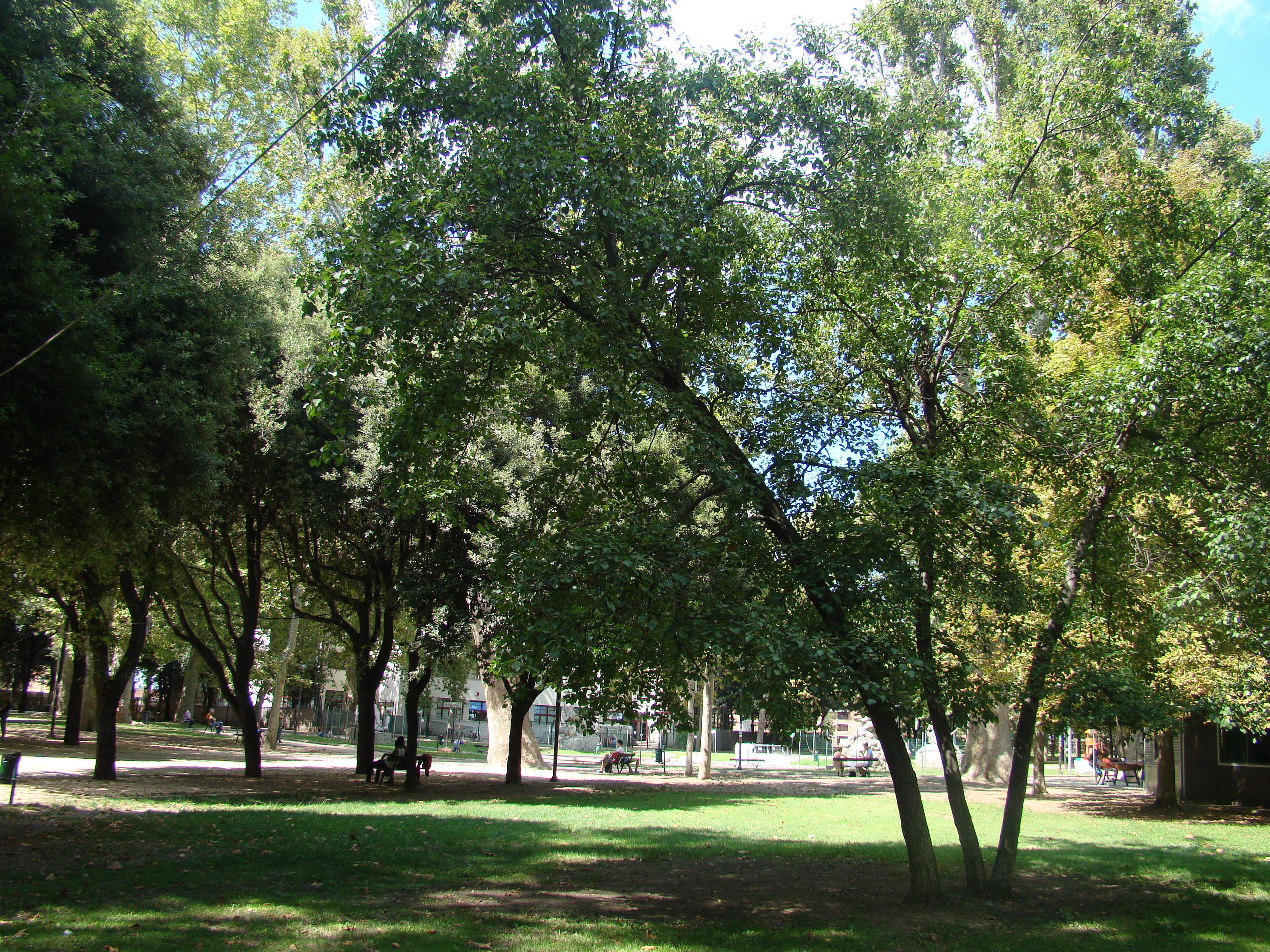
Arbres.
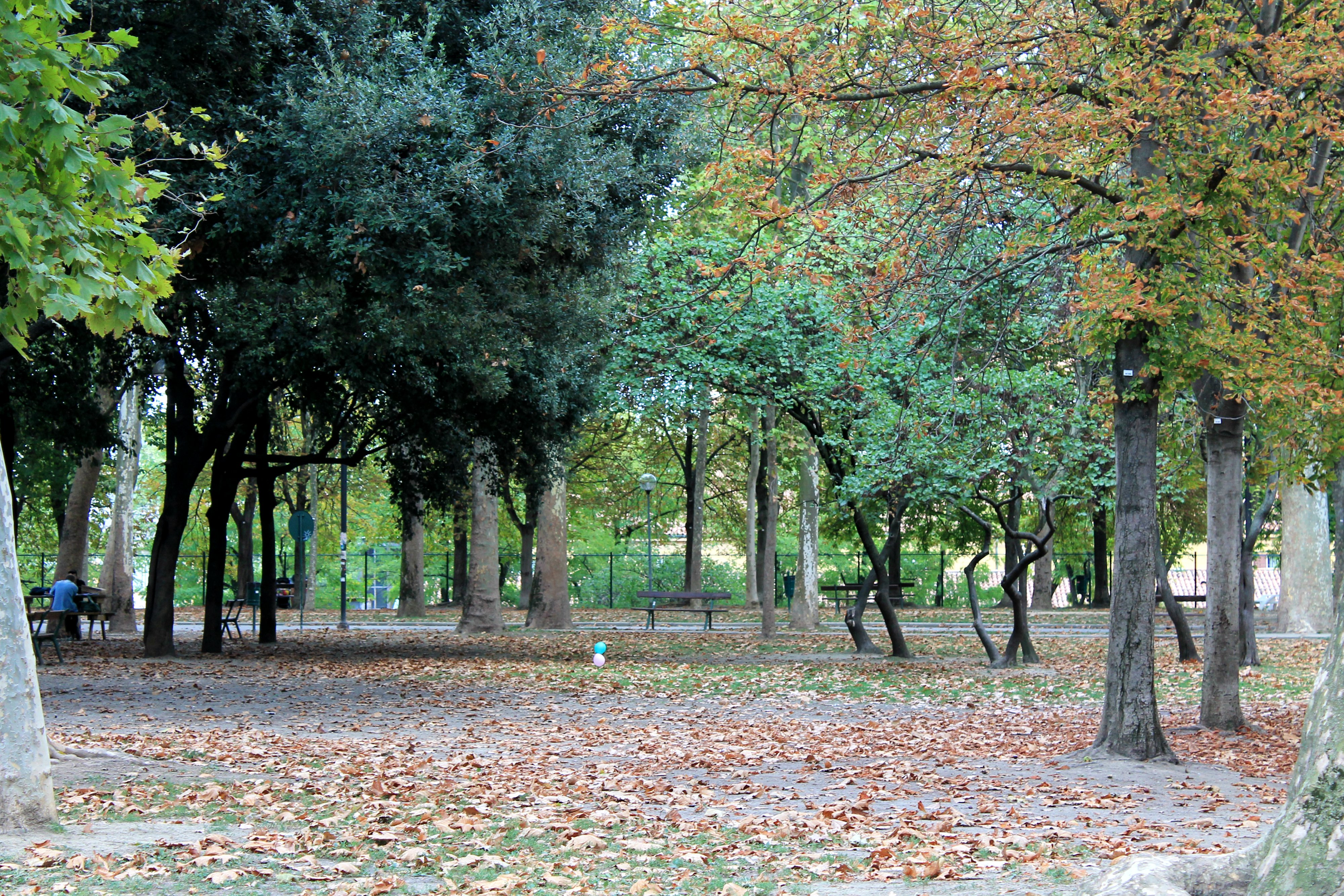
Le parc en automne.